# Nerestce
Nerestce (dříve Neřestce) jsou obec v okrese Písek v Jihočeském kraji. Obec se skládá z částí Dolní Nerestce a Horní Nerestce, ve kterých žije celkem 105 obyvatel.

## Název
Antonín Profous vysvětlil název vesnice z archaického názvu – Neřestce (osada neřestníků). Jiný etymologický výklad název odvozuje od staročeského názvu divočáka, kňoura – nerast.

## Historie
Ves původně patřila benediktinkám z kláštera svatého Jiří na Pražském hradě. Povrchovým archeologickým výzkumem zámeckého areálu Alexandrem Debnarem však byla nalezena kolekce keramických zlomků, která byla datována odborníky do 8.–9. století. První písemná zmínka o vesnici pochází z roku 1227. K roku 1336 a 1341 je uváděn královský man Ubislav z Nerestců (Ubizlaus de Neresticz), který získal od krále Jana Lucemburského právo rýžovat zlato na říčce Skalici a současně dalších obcí v blízkosti Milína (Stěžov, Radětice, Palivo). Dále k roku 1363 se uvádí Beneš z Nerestce a téhož roku opět Ubislav, 1398 Jan, 1399 Václav a opět Ubislav.
V 15. století zde byl manský dvůr, který patřil služebně ke hradu Zvíkovu a kromě osady jsou zde zaznamenány dva vodní mlýny. Roku 1474 prodal Markvart z Rakovic své manské zboží s poplužním dvorem v Nerestcích Janovi z Vrábí, seděním na Kašperku. Jan z Vrábí je začlenil do svého čimelického panství a s ním přešly Nerestce v roce 1543 v držení rodu Dejmů ze Stříteže. Když se v roce 1597 dělil majetek Aleše Dejma, zdědil Nerestce jeho syn Jan mladší a z osady vytvořil samostatný statek. Jan mladší, nebo Janův bratr Vilém zde potom vybudovali sídelní tvrz „od kamene“. Dvůr v Horních Nerestcích vlastnil kolem roku 1605 Kryštof Gynter z Moren.
Za účast ve stavovském povstání byl Jan mladší Dejm odsouzen k manství a po jeho smrti roku 1629 byl jeho majetek zkonfiskován. Roku 1630 koupila statek Eva Plotová, rozená Dejmová a po její smrti roku 1663 získal Nerestce Vilém Racek Hrobčický z Hrobčic. Roku 1679 došlo k nucenému prodeji zadluženého statku Petru Ignáci Říčanskému z Říčan. Smlouva tehdy uvádí pouze prosté sídlo ve dvoře. Dalším majitelem Nerestců se v roce 1687 stal Jan Antonín Kořenský z Terešova. Následovala Josefa Conensová, rozená Týřovská z Einsiedle. V roce 1719 zakoupil statek Karel Gottlieb z Bissingenu a připojil jej k Čimelicům, se kterými nadále sdílel společné majitele.
V obci pracuje Sbor dobrovolných hasičů.

## Obyvatelstvo
| Rok            | 1869 | 1880 | 1890 | 1900 | 1910 | 1921 | 1930 | 1950 | 1961 | 1970 | 1980 | 1991 | 2001 | 2011 | 2021 |
| -------------- | ---- | ---- | ---- | ---- | ---- | ---- | ---- | ---- | ---- | ---- | ---- | ---- | ---- | ---- | ---- |
| Počet obyvatel | 318  | 315  | 312  | 281  | 284  | 328  | 321  | 227  | 208  | 189  | 159  | 104  | 92   | 100  | 102  |
| Počet domů     | 45   | 46   | 46   | 48   | 48   | 52   | 65   | 62   | 59   | 57   | 52   | 42   | 65   | 46   | 64   |

## Obecní správa
Obec Nerestce vznikla roku 1960 sloučením dvou obcí, jimiž jsou Dolní Nerestce a Horní Nerestce. Dolní Nerestce a Horní Nerestce (od 1. dubna 1976 do 31. prosince 1982) patřily obě vesnice jako část obce k Horosedlům a později od 1. ledna 1983 do 23. listopadu 1990 k Mirovicím a od 24. listopadu 1990 jsou opět samostatnou obcí.

### Části obce
Obec Nerestce se skládá ze dvou částí na stejnojmenných katastrálních územích:
- Dolní Nerestce
- Horní Nerestce

Od 1. ledna 1976 do 31. března 1976 k obci patřil i Touškov.

### Obecní symboly
Znak a vlajka byly obci uděleny rozhodnutím předsedkyně Poslanecké sněmovny Parlamentu České republiky dne 18. května 2012.

## Galerie

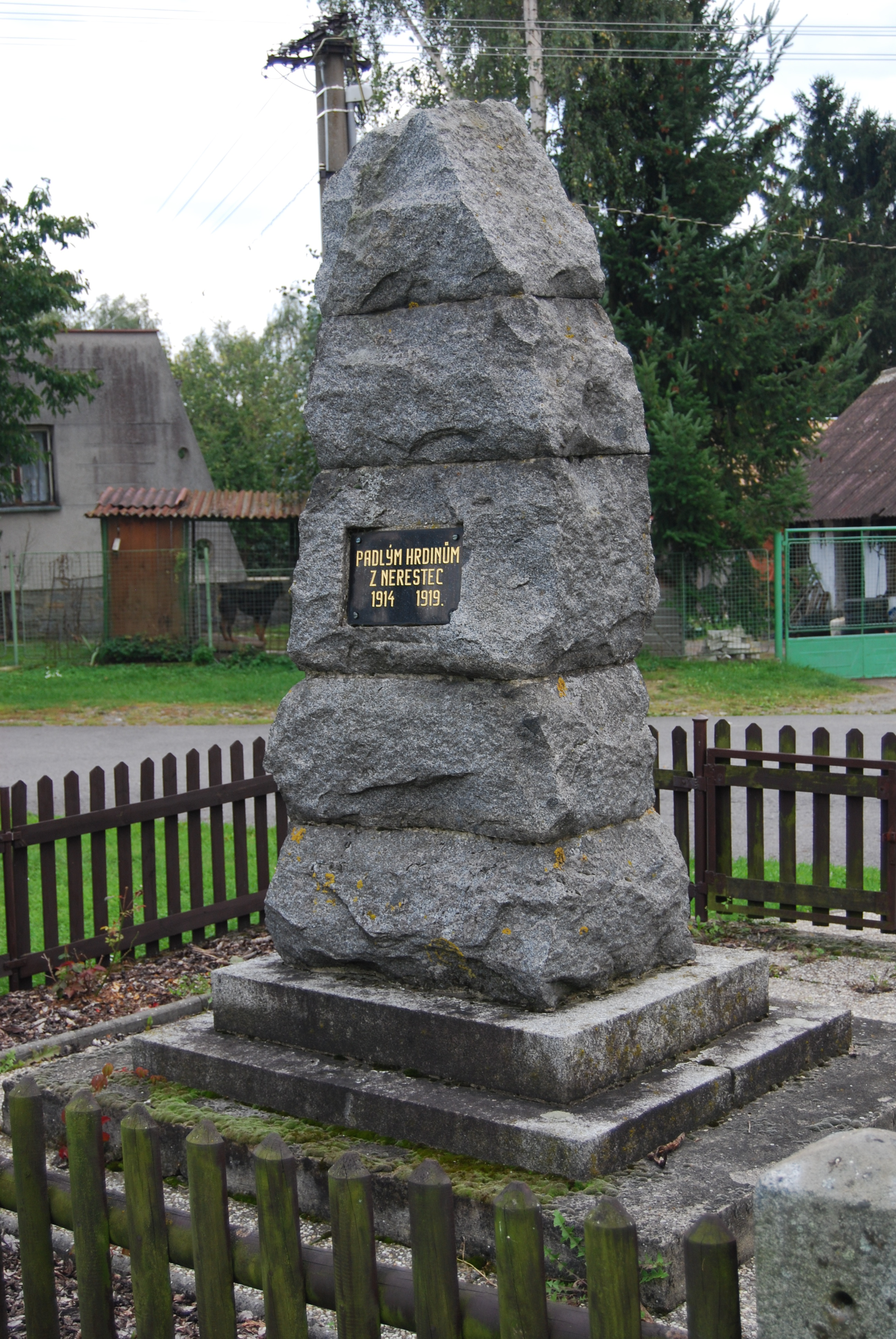
Pomník
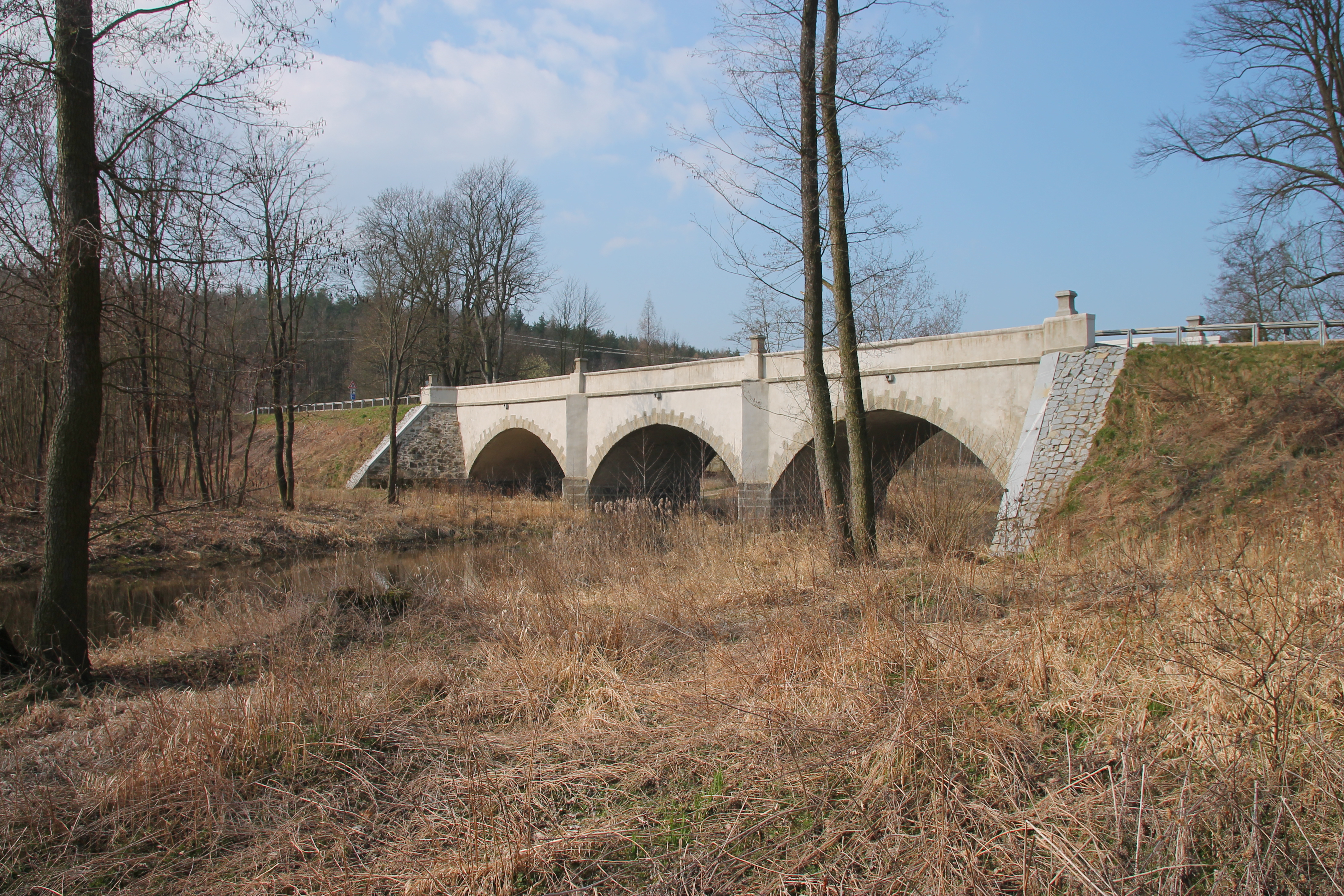
Kamenný most
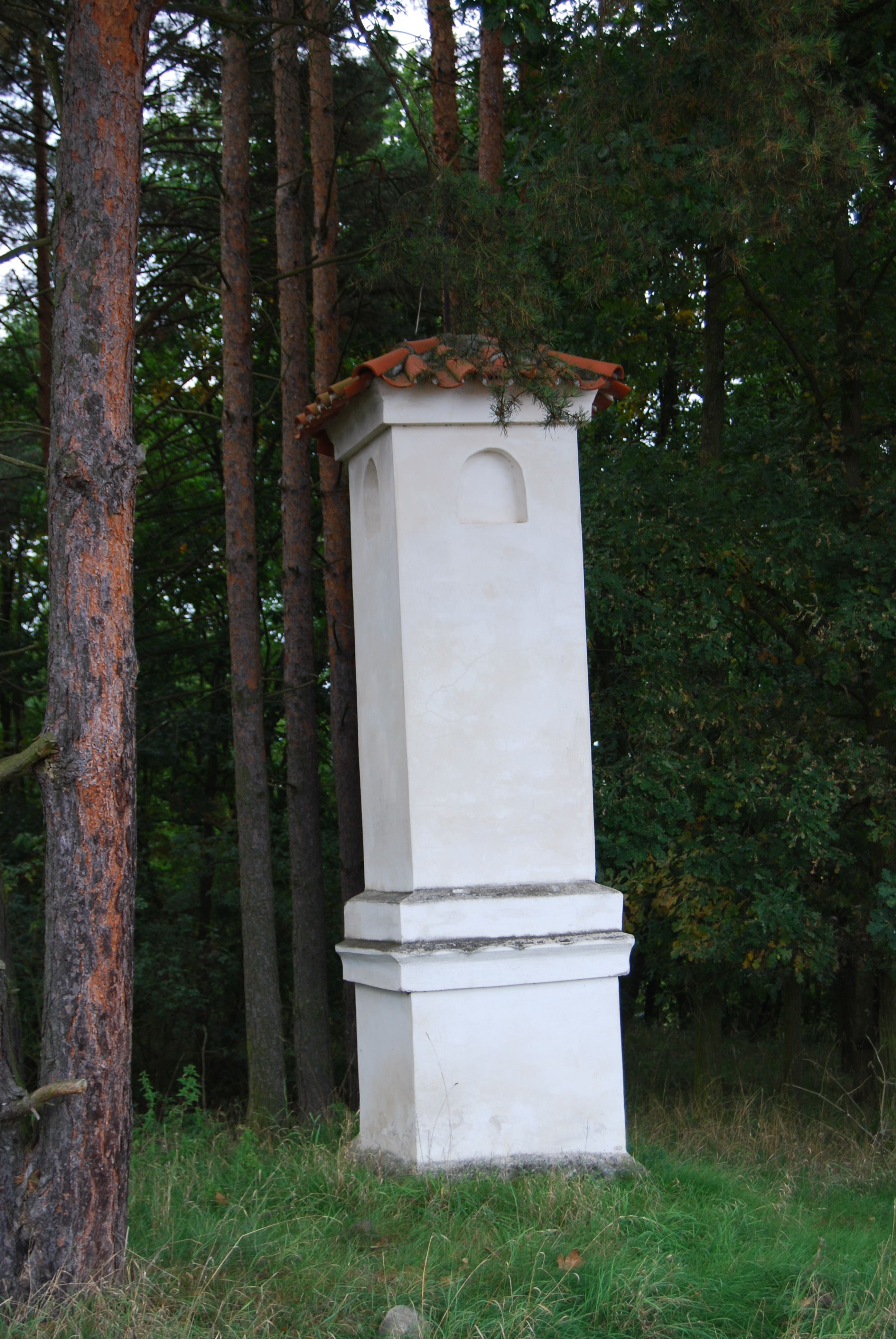
Boží muka
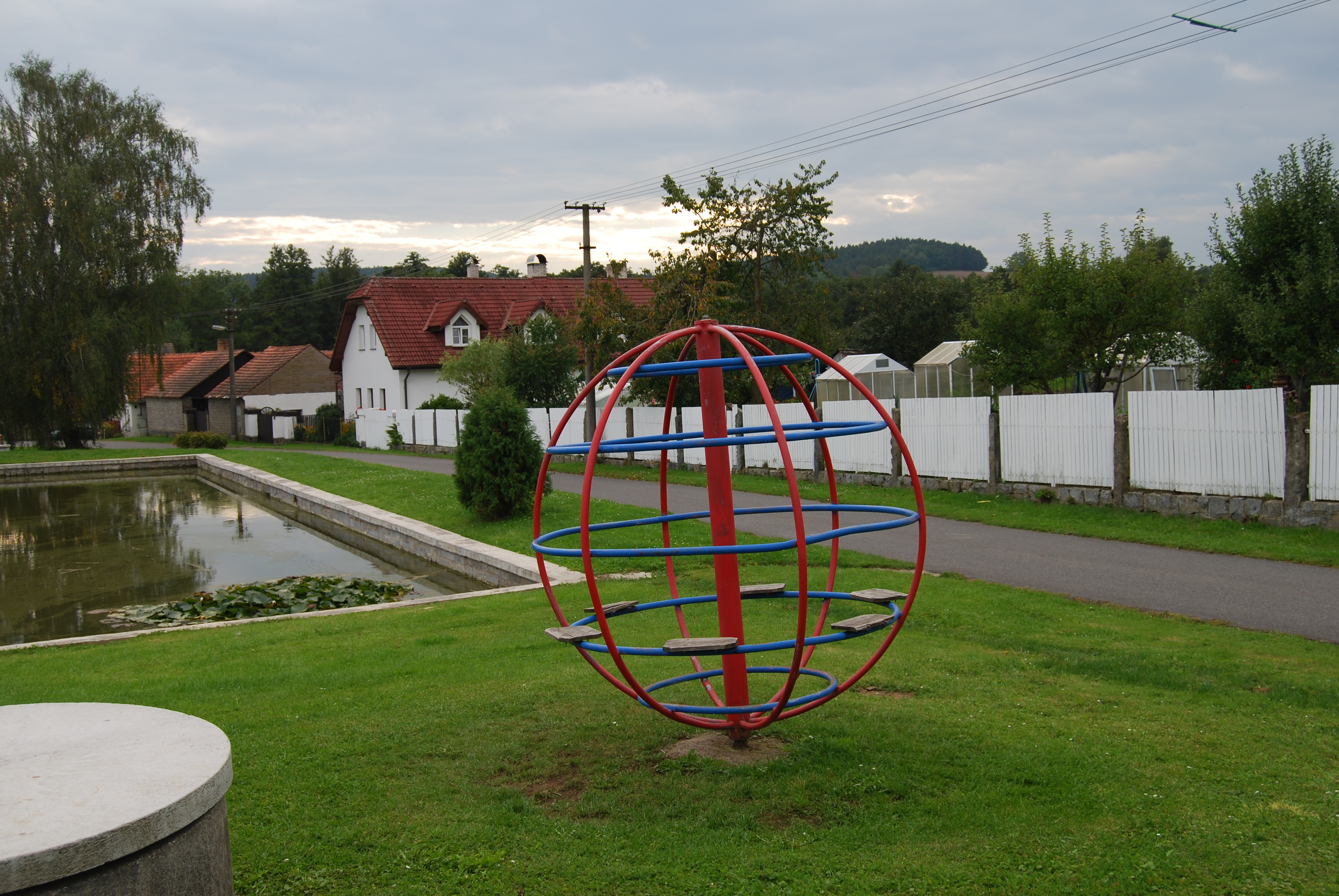
Hřiště
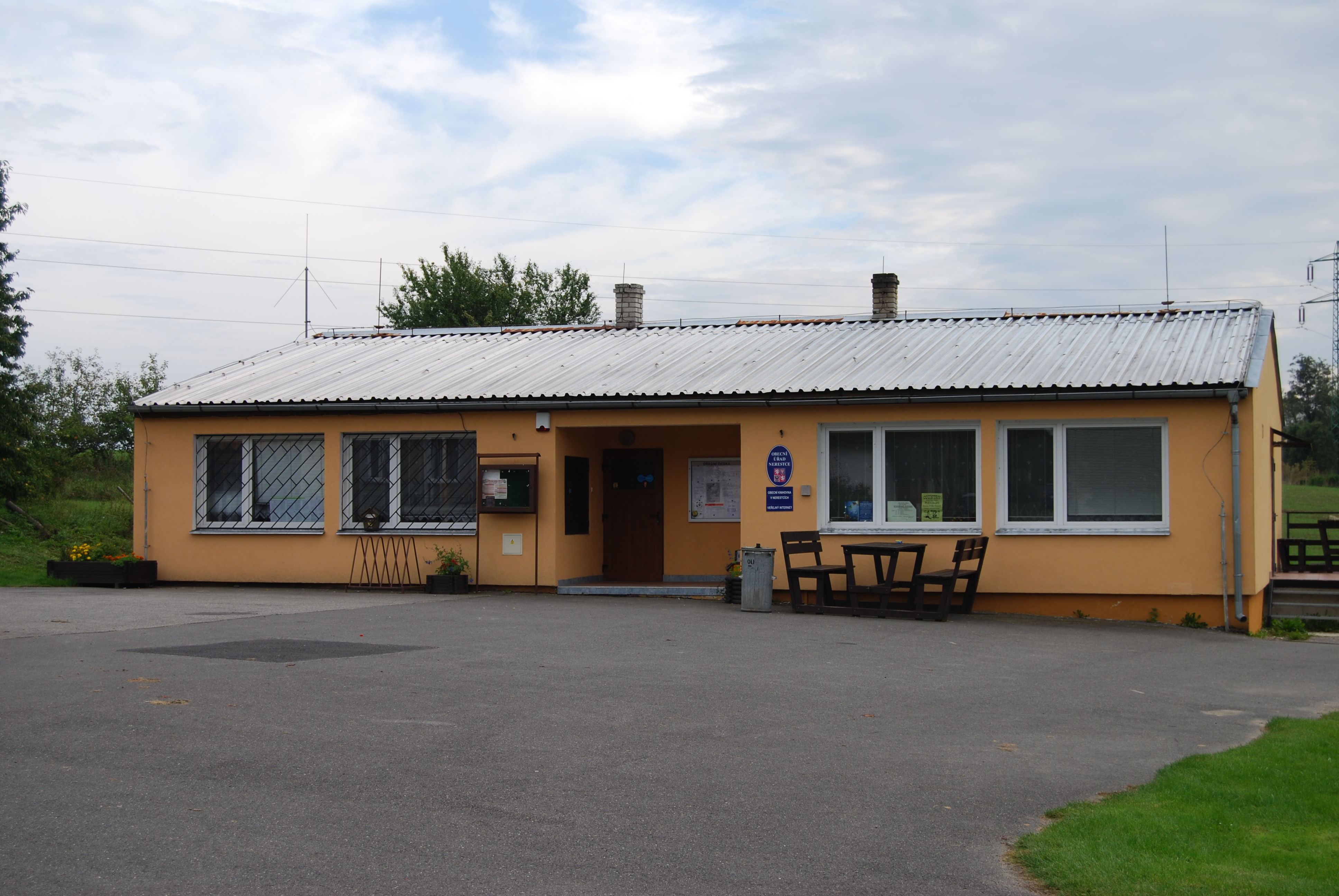
Obecní úřad
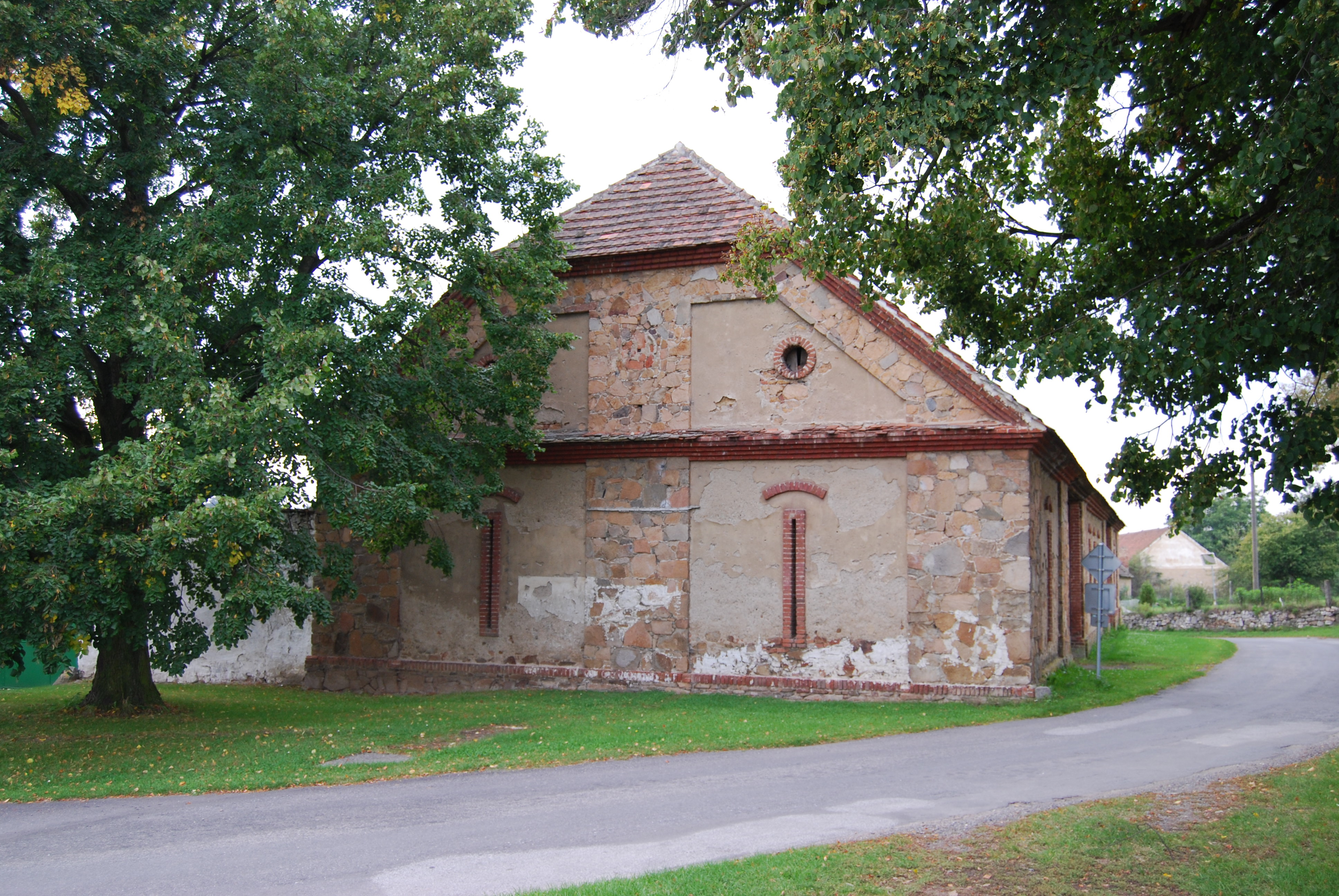
Stavení